# Danger Zone (álbum de Player)
Danger Zone —en español: «Zona peligrosa» o «Zona de peligro»— es el segundo álbum de estudio de la banda estadounidense de rock Player, publicado el 7 de abril de 1978. Sigue la misma fórmula que su predecesor, destacándose principalmente por la forma de combinar los estilos pop rock y soft rock en las diferentes canciones compuestas por J. C. Crowley y Peter Beckett. Fue grabado en Los Ángeles, con la contribución del tecladista y músico de sesión Wayne Cook. Para la promoción del mismo iniciaron sus primeras giras por los Estados Unidos. 
Fue el último álbum bajo el sello de RSO Records, así como también el último con el tecladista J.C. Crowley, quien tras el resultado comercial y la polémica gira musical del álbum, decide abandonar la banda. Dos sencillos de este disco entraron en el Billboard Hot 100, «Silver Lining» que alcanzó el puesto número sesenta y dos (en Canadá alcanzó el puesto ochenta y tres a comienzos de 1979) y «Prisoner Of Your Love», número veintisiente. Asimismo el álbum llegó a la posición treinta y dos en el Billboard 200, manteniéndose siete semanas y logró ser certificado de Oro por la RIAA el 17 de octubre de 1978, siendo el único álbum de la banda hasta la fecha en obtener dicha certificación.

## Antecedentes
A principios de 1978, mientras terminaban de disfrutar del éxito de su anterior álbum debut, los integrantes de la banda deciden juntarse nuevamente en los estudios para grabar un nuevo álbum de estudio. Peter Beckett y J.C. Crowley habían escrito un puñado de canciones durante los últimos meses de 1977, esta vez con un tono más «pesado» sin dejar de lado el sonido hard rock que los caracterizaba. Robert Stigwood —propietario de RSO Records— apoyó a la banda y les propone firmar un nuevo contrato con su discográfica, en parte debido a la fama lograda con el anterior trabajo del grupo. La grabación del álbum fue durante cuatro meses, desde febrero a junio de 1978 y contó nuevamente con la participación del tecladista Wayne Cook.
A estas alturas la banda comenzaba a experimentar con nuevos estilos más cercanos al rock psicodélico, Peter Beckett crea nuevos riffs de guitarra para acompañar las canciones (cabe destacar que durante las grabaciones de los dos primeros álbumes del grupo, utiliza una Gibson Les Paul, que le daba un sonido más renovado), y J.C. Crowley toma el lugar de segunda guitarra sin abandonar los teclados. 
Este disco alcanzó el número treinta y dos en la lista de Estados Unidos y se mantuvo en esa misma posición durante veintitrés semanas.

## Controversia
Se decidió que para acompañar el lanzamiento de Danger Zone irían a realizar su primera gira por Estados Unidos —país natal de la banda— abarcando algunas ciudades como Los Ángeles, Santa Mónica, Portland, entre otras. La gira comenzó el 12 de octubre de 1978 y culminó el 28 de enero de 1979.
Durante un concierto ofrecido en la ciudad de Miami Florida, Coconut Grove el 29 de octubre de 1978, la banda comenzó a tener algunos enfrentamientos entre otros grupos musicales que también estaban dando giras por aquel lugar causando una breve separación poco después de haber finalizado el concierto. Dicha ruptura hizo que la banda renunciara su contrato con la compañía discográfica RSO Records. Meses más tarde, se reunieron y se pusieron de acuerdo para continuar con la gira. Sin embargo J.C. Crowley, luego de este incidente decidió no seguir con el grupo y se retiró en febrero de 1979. Fue recordada como la más polémica presentación de la banda.

## Lista de canciones
- Todas las canciones fueron compuestas por Peter Beckett y J.C. Crowley.

Lado A
| N.º | Título                     | Duración |  |
| 1.  | «Love In The Danger Zone»  | 4:53     |  |
| 2.  | «Silver Lining»            | 4:59     |  |
| 3.  | «I Just Wanna Be With You» | 4:21     |  |
| 4.  | «Forever»                  | 3:16     |  |
| 5.  | «I've Been Thinkin»        | 4:10     |  |

Lado B
| N.º | Título                  | Duración |  |
| 1.  | «Prisoner Of Your Love» | 6:26     |  |
| 2.  | «Join In The Dance»     | 4:54     |  |
| 3.  | «Wait Until Tomorrow»   | 4:01     |  |
| 4.  | «Let Me Down Easy»      | 5:18     |  |

### En LP
Lado A
| N.º | Título                     | Duración |  |
| 1.  | «Love In The Danger Zone»  | 3:38     |  |
| 2.  | «Silver Lining»            | 3:22     |  |
| 3.  | «I Just Wanna Be With You» | 3:35     |  |
| 4.  | «Forever»                  | 3:16     |  |
| 5.  | «I've Been Thinkin»        | 4:06     |  |

Lado B
| N.º | Título                  | Duración |  |
| 1.  | «Prisoner Of Your Love» | 5:11     |  |
| 2.  | «Join In The Dance»     | 5:00     |  |
| 3.  | «Wait Until Tomorrow»   | 3:51     |  |
| 4.  | «Let Me Down Easy»      | 3:34     |  |

## Otros lanzamientos
| Álbum de estudio | Discográfica    | Catálogo | País      | Fecha de publicación |
| Danger Zone      | Philips Records | 9124371  | Colombia  | Agosto de 1978       |
| Danger Zone      | Philips Records | 9124371  | Australia | Octubre de 1978      |
| Danger Zone      | Philips Records | 9124371  | España    | Noviembre de 1978    |

## Posicionamiento en listas musicales

### Álbum
| Año  | Álbum       | Billboard 200 Máxima posición |
| 1978 | Danger Zone | 37 (23 semanas)               |

### Sencillos
| Año  | Canción                 | Billboard Hot 100 Máxima posición |
| 1979 | "Prisoner Of Your Love" | 27 (11 semanas)                   |
| 1979 | "Silver Lining"         | 62 (6 semanas)                    |

## Personal
- Peter Beckett – voz principal, guitarra (pistas: A1 to A3, B1, B3)
- Ronn Moss – bajo, voz
- J.C. Crowley – segunda voz, guitarra (pistas: A4, A5. B2, B4)
- John Friesen – batería

Personal adicional
- Wayne Cook – teclado, sintetizador